# Sebastián Sciorilli
Sebastián Héctor Sciorilli (Buenos Aires, 2 maggio 1989) è un ex calciatore argentino, di ruolo centrocampista.

## Carriera
Ha giocato nella prima divisione dei campionati argentino, bulgaro e cileno.